# Homerville
Homerville és una població dels Estats Units a l'estat de Geòrgia. Segons el cens del 2000 tenia 2.803 habitants.

## Demografia
Segons el cens del 2000, Homerville tenia 2.803 habitants, 1.045 habitatges, i 671 famílies. La densitat de població era de 489,7 habitants/km².
Dels 1.045 habitatges en un 31,2% hi vivien nens de menys de 18 anys, en un 40,1% hi vivien parelles casades, en un 20,2% dones solteres, i en un 35,7% no eren unitats familiars. En el 31,5% dels habitatges hi vivien persones soles el 13% de les quals corresponia a persones de 65 anys o més que vivien soles. El nombre mitjà de persones vivint en cada habitatge era de 2,4 i el nombre mitjà de persones que vivien en cada família era de 3,02.
Per edats la població es repartia de la següent manera: un 25,4% tenia menys de 18 anys, un 8,5% entre 18 i 24, un 29% entre 25 i 44, un 21,9% de 45 a 60 i un 15,3% 65 anys o més.
L'edat mediana era de 37 anys. Per cada 100 dones de 18 o més anys hi havia 101,2 homes.
La renda mediana per habitatge era de 17.500 $ i la renda mediana per família de 26.058 $. Els homes tenien una renda mediana de 23.788 $ mentre que les dones 18.833 $. La renda per capita de la població era de 12.176 $. Entorn del 32,1% de les famílies i el 33,4% de la població estaven per davall del llindar de pobresa.

## Poblacions més properes
El següent diagrama mostra les poblacions més properes.